# Hans-Dieter Brüchert
Hans-Dieter Brüchert   (Jarmen, 18 d'agost de 1952) és un lluitador alemany, ja retirat, especialista en lluita lliure, que va competir sota bandera de la República Democràtica Alemanya durant la dècada de 1970.
El 1976 va prendre part en els Jocs Olímpics d'Estiu de Montreal, on guanyà la medalla de plata en la competició del pes gall del programa de lluita lliure.
En el seu palmarès també destaca una medalla de bronze en el Campionat del Món de 1974, dues medalles en el Campionat d'Europa, una de plata i una de bronze, el 1974 i 1976 i tres campionats nacionals de la República Democràtica Alemanya, el 1974, 1975 i 1978.
El 1978 es va graduar en educació física a la Deutsche Hochschule für Körperkultur. El 1980 es va retirar de les competicions i fins al 1981 va entrenar lluitadors a Potsdam. Entre 1981 i 1989 va treballar com a professor d'esports, i després com a director d'una escola a Michendorf.